# Артур Гьоргей
Артур Гьоргей (на унгарски: Görgei Artúr) е унгарски военачалник по време на Революцията от 1848 година. Победил австрийците в много битки, той е най-известен с капитулацията си пред руските войски през август 1849 г., след която борбата за независимост на Унгария стихва.

## Жизнен път до 1848
Гьоргей произлиза от благороднически протестантски род с немски корени и голямо влияние в Сепешкия край (в днешна Словакия). На 14-годишна възраст постъпва в школа за инженерни войски в Тулн. След 1837 година служи в унгарски гвардейски части от армията на Австрийската империя. Напуска армията през 1845 (с чин старши лейтенант), за да се посвети на науката. Изучава химия в Прага. Изследванията му върху свойствата и състава на кокосовото масло, публикувани в издание на Виенската академия, получават добри отзиви. През 1848 се заема с управление на родовото си имение, но не остава задълго там, поради избухването на революцията.

## Участие във войната за независимост
След конституционните промени от март 1848 година Гьоргей предлага услугите си на новото, самостоятелно унгарско правителство за създаването на национална гвардия. Бързо израства във военната йерархия от капитан до полковник – чин, който получава за заслугите си при отразяването на хърватското нашествие през октомври. Същата есен получава командването на войските в Западна Унгария. Не успява да се противопостави на австрийския фелдмаршал Алфред Виндишгрец, който превзема столицата Пеща в първите дни на 1849 година, но успява да изведе невредима армията си изпод ударите на превъзхождащите австрийски войски до град Каша (днешен Кошице) и да се обедини с останалите унгарски войски в поречието на Тиса. От това време датират противоречията му с водача на революционния Комитет за национално спасение Лайош Кошут. Гьоргей проявява неколкократно неподчинение и дори открито обявява, че няма да приема заповеди от правителството, което счита за некомпетентно. Въпреки това Кошут го назначава за главнокомандващ в края на март, след като другите генерали търпят нови неуспехи на бойното поле между Дунав и Тиса. Назначаването на Гьоргей е последвано от обрат в бойните действия. Само за три седмици предвожданите от него войски разбиват австрийците в сраженията при Ишасег, Вац и Над Шарло и ги прогонват от Унгария.
Гьоргей не се възползва от тези победи и не успява да удържи започналата през юни нова австрийска офанзива, този път подкрепена и от руски войски. Лишен от общото командване, той запазва върховенството над една от унгарските армии, която остава непокътната и след разгрома на армията на Дембински при Темешвар. На 11 август Гьоргей принуждава Кошут да се откаже от водачеството си и получава диктаторски правомощия над свободните територии, които вече са се свили вследствие от пораженията до околностите на Арад. Само два дни по-късно той се предава с войските си край Вилагош.

## След революцията
След капитулацията стотици унгарски патриоти са екзекутирани от победителите. За разлика от тях Гьоргей е помилван по личното застъпничество на руския цар Николай I и интерниран в Клагенфурт. Това и обстоятелствата около капитулацията при Вилагош дават повод за част от сънародниците му да го обвинят в предателство. Дискусиите в историческата литература за ролята му в спорните събития продължават десетилетия. Обвиненията срещу Гьоргей се повтарят и в по-ново време.
Гьоргей преживява в Клагенфурт 19 години като химик и служител в текстилна фабрика. Завръща се в родината през 1868 година – година след помирението между австрийци и унгарци, станало известно като Аусглайх. През 1872 взема участие като инженер в строителство на железница в Трансилвания. Доживява до дълбока старост във Вишеград.
Оставя спомени за войната за независимост, публикувани в два тома в Лайпциг през 1852 година.